# Connacht
O Connacht ou Connaught (em irlandês Connachta) é uma província histórica da Irlanda sem funções administrativas, localizada no oeste do país. Compreende os condados de Galway, Leitrim, Mayo, Roscommon e Sligo. As principais cidades são Galway no sul da província e Sligo no norte. Faz fronteira ao norte com a província do Ulster, ao leste com a província do Leinster, ao sul com a província do Munster e ao oeste com o oceano Atlântico. A população total da província é de 503.083 habitantes, a menor entre as quatro províncias irlandesas.

## Topografia
Como são apenas quatro e todas de dimensões não muito diferentes, as províncias irlandesas são todas caracterizadas por zonas internas relativamente planas ou colinares. Para uma melhor análise, consultar or artigos dos condados.

### Orografia
O monte mais alto da província está localizado no condado de Mayo, o Mweelrea com 814 metros de altitude. Outro monte sempre no mesmo condado e que também é bastante importante é o Croagh Patrick, a montanha sagrada dos irlandeses. No condado de Mayo estão presentes também o Nephin e o Nephin Beg.
O condado de Galway não tem grandes alturas, porém todas peculiares como os Twelve Bens e o Maumturk; a mesma situação do condado de Sligo, dominado por baixos montes porém com perfis muito particulares, entre eles o Benbulben, mas também o Knocknarea e os Montes Ox. Os condados de Roscommon e Leitrim não possuem grandes alturas.